# Dyckia pseudococcinea
Dyckia pseudococcinea är en gräsväxtart som beskrevs av Lyman Bradford Smith. Dyckia pseudococcinea ingår i släktet Dyckia och familjen Bromeliaceae. Inga underarter finns listade i Catalogue of Life.

## Bildgalleri

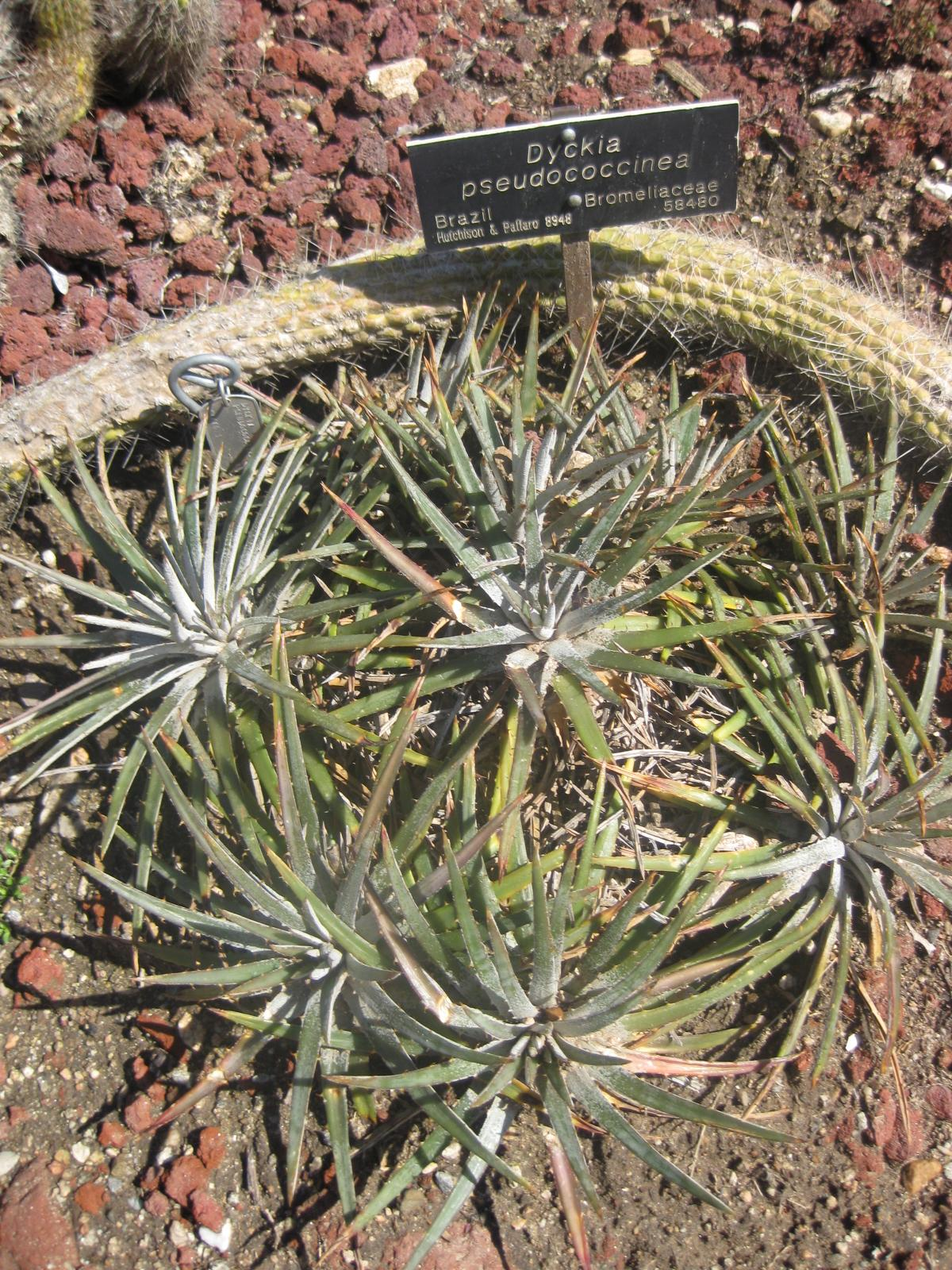